# David Hiler
David Hiler, né le 18 juin 1955 à Reno (Nevada) et originaire de Genève et Kappel, est une personnalité politique genevoise, membre des Verts. Il est conseiller d'État de 2005 à 2013 et président du Conseil d'État en 2009.

## Biographie
Originaire de Genève et Kappel, David Hiler naît le 18 juin 1955 à Reno (Nevada). Installé en Suisse avec sa mère à l'âge de quatre ans, il termine ses études par une licence en sciences économiques et sociales (mention histoire économique) de l'Université de Genève. 
Enseignant au cycle d'orientation puis chargé d'enseignement à l'université, il y renonce après son entrée en politique. Il a effectué de nombreuses recherches historiques ayant trait, en particulier, à Genève et sa région, bénéficiant pour ce faire de mandats du Fonds national suisse de la recherche scientifique et d'institutions privées.
David Hiler est marié et père de trois enfants.

## Parcours politique
Dans les années 1970, David Hiler construit ses valeurs politiques dans la mouvance "post-68", autour du projet de Centre autonome en participant aux manifestations, puis en s'opposant au projet de centrale nucléaire à Verbois. Dès 1975, les inquiétudes se focalisent sur le surgénérateur de Creys-Malville.
Il est l'un des pionniers du Parti écologiste genevois, dont il devient secrétaire général en 2003. En 1987, il est élu au Conseil municipal  de la ville de Genève, lors de la vague verte qui permet à son parti d'y entrer avec 11 sièges sur 80. Il devient entre 1994 et 2005 député au Grand Conseil (parlement cantonal). 
Élu au Conseil d'État (gouvernement cantonal) le 13 novembre 2005, il dirige le département des finances. Il préside par ailleurs le Conseil d'État de décembre 2008 à décembre 2009.
Avec ses collègues du gouvernement, il s'emploie à assainir les finances publiques cantonales. Cet objectif se traduit par la modernisation et la rationalisation de l'administration cantonale genevoise au travers de plans de mesures d'efficience et d'économies. David Hiler pilote également une réforme de la politique des ressources humaines au sein de l'administration; il développe le contrôle interne et le contrôle de gestion dans le cadre des principes de bonne gouvernance.
Candidat pour un deuxième mandat de quatre ans, il est réélu le 15 novembre 2009, obtenant le meilleur score de l'élection. Il choisit de demeurer à la tête du département des finances afin de poursuivre les réformes engagées. Il met notamment en œuvre une profonde réforme de la fiscalité en faveur des familles et des classes moyennes et fait aboutir l'important processus de fusion et d'assainissement des caisses de pension publiques.
Le 28 août 2012, David Hiler informe son parti qu'il renonce à se représenter pour un troisième mandat lors des élections cantonales de l'automne 2013. Son action à la tête des finances du canton est unanimement saluée par la classe politique et la presse,.

## Autres mandats
En 2015, sur proposition du Conseil d'État, il est élu président du conseil d'administration des Ports Francs et Entrepôts de Genève dans un contexte de scandales financiers touchant cet organisme.
En janvier 2021 il est nommé par le Conseil d'État médiateur dans le conflit à propos des relations de travail opposant les employés et la direction de Swissport, entreprise spécialisée dans les services au sol à l'aéroport de Genève.
En avril 2025 il est nommé par le Conseil d'État président du conseil  d'administration des Hôpitaux universitaires de Genève, il succédera ainsi à Alain-Dominique Mauris en septembre 2025.

## Publications
Sur la base de ses recherches en histoire locale, il publie des articles dans la presse.
- David Hiler, Les bains des Pâquis prônent l'hygiène, Tribune de Genève, 12-13.7.1997, p.19[12]
- David Hiler, L'eau du Rhône est-elle dangereuse pour la santé? Tribune de Genève, 19-20 8 1995, p.21